# 1-es számú Országos Kéktúra szakasz
Az 1-es számú Országos Kéktúra-szakasz 71,9 km hosszú, a Kőszegi-hegységben a Kemenesháton át halad Írottkőtől Sárvárig.
| jelzés         | azonosító | útvonal | hossz km | infók    |
| -------------- | --------- | --- | -------- | -------- |
|                | OKT-011   | Írott-kő - Vasfüggöny túraút - Hörmann-forrás - Stájerházak - Vöröskereszt - Irány-hegy - Óház-tető - Hétforrás                                                                | 9,5      | info.jpg |
|                | OKT-012   | Hét-forrás - Hercegi-erdő - Pintér-tető - Kálváriatemplom - Jurisics-vár - Kőszeg                                                                                              | 5,0      | info.jpg |
| Pecsételő hely | OKT-901   | Kőszeg vá. - OKT bekötő útszakasz | 1,4      | info.jpg |
|                | OKT-013   | Kőszeg - Ólmodi út - határ - Alsó-erdő - Vízállás - Hosszú-Guba-hegy - Vadászház - Cser-háti-erdő - Patyi-hegy - Grádics-erdő - Ilonavár - Ilona-szobor - Ilona-völgy - Tömörd | 13,8     | info.jpg |
| Pecsételő hely | OKT-902   | Tömörd, autóbusz-állomás - OKT bekötő útszakasz | 0,3      | info.jpg |
|                | OKT-014   | Tömörd - Fenyves-patak - régi országút - Kincsédpuszta - Kincsédi-mező - Tilos-erdő - Szapári-erdő - Ablánc-patak - Ifjúsági tábor - Ablánc, malomcsárda                       | 9,0      | info.jpg |
|                | OKT-015   | Ablánc-malom - volt Gór vm. - Mocsony vadászlak - Szelestei-patak - Fácános - Szeleste                                                                                         | 11,2     | info.jpg |
|                | OKT-016   | Szeleste - Lőricni-erdő - Ölbői-Nagy-erdő - 88-as út - Váti-erdő - Bögöt | 9,0      | info.jpg |
|                | OKT-017   | Bögöt - Erdészlak - (Porpác vá.) - Tilos-erdő - Csénye, major - Csénye - Csényeújmajor                                                                                         | 8,2      | info.jpg |
|                | OKT-018   | Csényeújmajor, Mária Kápolna, kegyhely - Gyöngyös-patak - Sárvár, Esze Tamás u. - Sárvár, vá.                                                                                  | 4,5      | info.jpg |

OKT = Országos Kéktúra